# Gavrila Derzhavin
Gavrila Románovich Derzhavin (en ruso Гаврила Романович Державин) (14 de julio de 1743, Kazán - 20 de julio de 1816, Zvanka cerca de Nóvgorod) fue el más importante poeta ruso de la ilustración y clasicismo desde 1780 hasta 1800. 
Fue uno de los poetas rusos más apreciados antes de Alexander Pushkin, además de estadista. Aunque sus obras se consideran tradicionalmente clasicismo literario, sus mejores versos son ricos en antítesis y sonidos contradictorios, de un modo que recuerda a John Donne y otros poetas metafísicos.

## Biografía

### Primeros años y familia
Derzhavin nació en la Gobernación de Kazán en una familia terrateniente de la nobleza rusa empobrecida. Su antepasado tártaros del siglo XV, Morza Bagrim, se convirtió al cristianismo y se convirtió en vasallo del Gran príncipe  Vasily II.  Bagrim fue recompensado con tierras por su servicio al príncipe, y de él descendieron las familias nobles de Narbekov, Akinfov y Keglev (o Teglev ).
Un miembro de la familia Narbekov, que recibió el apodo de Derzhava ( Держа́ва; Дрьжа́ва ; ruso para " orbe " o "poder"), fue el patriarca de la familia Derzhavin. Los Derzhavin alguna vez tuvieron propiedades rentables a lo largo del río Myosha , a unas 25 millas (40 km) de la ciudad capital de Kazán, pero con el tiempo fueron divididas, vendidas o hipotecadas. Cuando nació el padre de Gavrila Derzhavin, Roman Nikolayevich Derzhavin, en 1706, heredó solo unas pocas parcelas de tierra, ocupadas por unos pocos campesinos. Roman se unió al ejército y en 1742, a los 36 años, se casó con una pariente lejano viuda, Fyokla Andreyevna Gorina (de soltera Kozlova). Ella era de un entorno similar y también poseía algunas propiedades dispersas. Las haciendas fueron fuente de constantes pleitos, peleas y enemistades con los vecinos, que en ocasiones desembocaron en violencia.
Derzhavin nació casi nueve meses después de que sus padres se casaran, pero el lugar de su nacimiento sigue siendo un punto de disputa. Derzhavin se consideraba nativo de Kazán, que se proclama con orgullo como la ciudad de su nacimiento, pero posiblemente nació en una de las fincas de su familia en Sokury o Karmachi, en el condado de Laishevsky. El Distrito Laishevsky se conoce informalmente como el Distrito Derzhavinsky debido a su asociación con Derzhavin. Fue llamado Gavriil (Gabriel en ruso), ya que su nacimiento fue 10 días antes de la Synaxis del arcángel Gabriel, celebrada el 13 de julio en la ortodoxia eslava. Era un niño enfermizo, y sus padres siguieron la práctica tradicional de la época y "hornearon al bebé" («перепекание ребенка»), una antigua ceremonia en la que los bebés enfermizos o prematuros se colocan sobre una cáscara de pan y se meten y sacan de ella el horno tres veces.

### Educación
Como miembros de la nobleza, aunque menores, los Derzhavin debían educar a sus hijos, pero las opciones eran limitadas dada su pobreza y las pocas instituciones educativas en Rusia en ese momento. Se esperaba que los miembros masculinos de la nobleza asumieran roles gubernamentales como funcionarios públicos u oficiales militares a los 20 años. La nobleza que no podía enviar a sus hijos a una de las tres instituciones educativas recibió una exención para educar a sus hijos en el hogar, pero a los niños se les dio Exámenes a los 7, 12 y 16 para inspeccionar su progreso. Conocido como Ganyushka, la educación de Gavrilo comenzó a los 3 años cuando los eclesiásticos locales le enseñaron a leer y escribir (ya que su madre era esencialmente analfabeta). Cuando tenía 8 años, la familia fue enviada a Oremburgo, cerca de la actual Kazajistán. El Imperio Ruso, deseoso de extender su alcance, envió convictos a Oremburgo para construir la ciudad. Un alemán llamado Joseph Rose abrió una escuela mixta para instruir a los hijos de la nobleza. Rose, además de ser una criminal, no tenía educación formal y solo podía instruir a los niños en el idioma alemán , que era entonces el idioma más deseable entre la clase ilustrada en Rusia.
Cuando Gavrila tenía 10 años, los Derzhavin regresaron a sus propiedades en Kazán después de dos años en Oremburgo. En el otoño de 1753, hizo su primer viaje a Moscú. Roman Derzhavin, que sufría de tisis, necesitaba solicitar formalmente la jubilación en Moscú y luego planeaba continuar hasta San Petersburgo para registrar a su hijo para el futuro alistamiento según fuera necesario. Sin embargo, se retrasó en Moscú hasta principios de enero; cuando recibió el alta, no tenía dinero para continuar el viaje a San Petersburgo. Se vieron obligados a regresar a Kazán, donde su padre murió ese mismo año. Su padre era dueño de la mitad de la tierra en Sokury, que Gavrila heredó junto con otras propiedades en Laishevsky. Sin embargo, proporcionaban muy pocos ingresos y los vecinos continuaban usurpando sus tierras, inundando sus haciendas o simplemente apoderándose de ellas. Su madre, una viuda sin un centavo y sin parientes poderosos, no pudo obtener ninguna reparación en los tribunales y fue rechazada por los jueces. Derzhavin escribió más tarde que el sufrimiento de su madre por la injusticia permaneció eternamente grabado en su corazón. Sin embargo, su madre pudo contratar a dos tutores para enseñar geometría y aritmética a sus hijos.
En 1758 se abrió una nueva escuela en Kazán, ahorrándole a su madre la dificultad de enviarlo a San Petersburgo. La escuela primaria ofrecía instrucción en latín, francés, alemán y aritmética, así como danza, esgrima y música. La calidad de la instrucción seguía siendo deficiente en general, sin libros de texto. La escuela también ofreció oportunidades para que los estudiantes representaran tragedias de Molière y Aleksandr Sumarókov. Derzhavin finalmente se destacó en geometría y se le informó que se uniría al cuerpo de ingenieros en San Petersburgo. Sin embargo, un error burocrático lo llevó a ser soldado raso en el Regimiento Preobrazhenski, los guardaespaldas de la familia real.

### Carrera
En San Petersburgo, Derzhavin ascendió de las filas como soldado raso a los cargos más altos del estado bajo  Catalina la Grande . Primero impresionó a sus comandantes durante el Levantamiento de Pugachov. Astuto políticamente, su carrera avanzó cuando dejó el servicio militar por el servicio civil. Ascendió al cargo de gobernador de Olonets (1784) y Tambov (1785), secretario personal de la emperatriz (1791), presidente del Colegio de Comercio (1794) y finalmente ministro de Justicia (1802).
Fue despedido de su cargo en 1803 y pasó gran parte del resto de su vida en la hacienda de Zvanka cerca de Novgorod , escribiendo idilios y versos anacreónticos . En su casa de San Petersburgo, celebró reuniones mensuales de la sociedad conservadora Amantes de la palabra rusa . Murió en 1816 y fue enterrado en el Monasterio de Khutyn cerca de Zvanka, enterrado de nuevo por los soviéticos en el Kremlin de Novgorod , y luego vuelto a enterrar en Khutyn.
El padre de Derzhavin fue trasladado a Yaransk y luego a Stávropol . Nacieron dos hijos más, un niño y una niña, aunque esta última murió joven. [3]
Desde 1762 sirvió en el ejército, en el famoso Regimiento Preobrazhenski, al principio como un soldado, y desde 1772 como un oficial. En 1776-1777 tomó parte en la supresión de sublevación de Yemelián Pugachov. 
Fue influido por Mijaíl Lomonósov y Aleksandr Sumarókov y se interesó por los conatos renovadores de Jeráskov; amante de las formas clásicas, su aliento lírico es sincero. Se recuerdan sus obras Felitsa (1782), Dios (1784), ¡Resuene el trueno de la victoria! (Grom pobedy, razdavaysya!, himno no oficial de Rusia imperial) (1791), La cascada (1798) y La Vida en Zvansk (Zhizn Zvánskaya) (1807). Derzhavin también experimentó con diferentes tipos ritmos y rimas, sonidos e imágenes.
Su fama literaria comenzó con su oda “Felitsa” que enaltece el reinado de Catalina II de Rusia. En 1782 llegó a ocupar el puesto de gobernador de la provincia Olonets, en 1785 – de la provincia Tambov. En 1789 regresó a San Petersburgo. En la capital llegó a ocupar los puestos de secretario del gabinete de Catalina II (1791-1793), de presidente del Cámara de Comercio (1794) y de ministro de justicia (1802-1803) con Alejandro I de Rusia. 
En 1803 se retiró del servicio y vivió en San Petersburgo y en su hacienda Zvanka, hoy en la óblast de Nóvgorod. Hasta su muerte escribió versos. 
Está enterrado en el Monasterio de San Varlaamo de Jutýn y de la Transfiguración del Salvador cerca de Nóvgorod. 
Lo más importante, según Derzhavin, es censurar el mal y enaltecer el bien. Sus odas son filosóficas, consideran el lugar del hombre en el universo y la relación entre el hombre y Dios.

## Obras

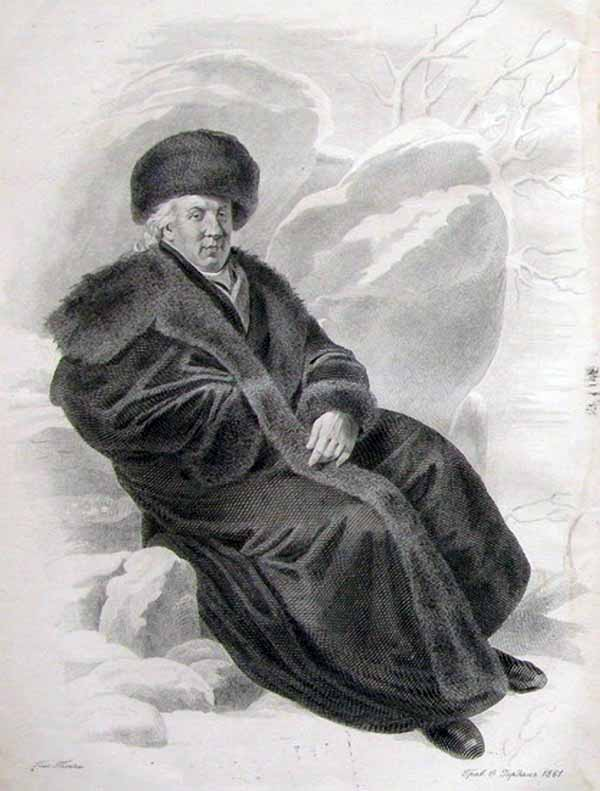
Posthumous engraving of Derzhavin by Fyodor Iordan

Derzhavin es mejor recordado por sus odas, dedicadas a la Emperatriz y otros cortesanos. Prestó poca atención al sistema de géneros imperante, y muchas veces llenaba una oda con contenidos elegíacos, humorísticos o satíricos. En su gran oda a la emperatriz, por ejemplo, menciona buscar pulgas en el cabello de su esposa y compara su propia poesía con la limonada.
A diferencia de otros poetas clasicistas, Derzhavin encontró placer en los detalles cuidadosamente elegidos, como el color del papel tapiz en su dormitorio o un inventario poético de su comida diaria. Creía que el francés era un idioma de armonía pero que el ruso era un idioma de conflicto. Aunque disfrutaba de las  aliteraciones armoniosas, a veces instrumentaba deliberadamente sus versos con un efecto  cacofónico.
Las principales odas de Derzhavin fueron la impecable «Sobre la muerte del príncipe Meschersky» (1779); la lúdica "Oda a Felica" (1782); el excelso " Dios " (1785), que fue traducido a muchos idiomas europeos; "Cascada" (1794), ocasionada por la muerte del príncipe Potemkin; y "Bullfinch" (1800), una conmovedora elegía sobre la muerte de su amigo Suvorov. También proporcionó la letra del primer himno nacional ruso, ¡Que suene el trueno de la victoria!
En 1800, Derzhavin escribió la obra política «Opinión» en respuesta a una solicitud del emperador  Pablo I para investigar las hambrunas recientes en la gobernación de Mogilev. En la «Opinión», Derzhavin culpó de las hambrunas de Bielorrusia a los "comercios mercenarios" de los judíos, que explotaban a los campesinos mediante el arrendamiento de propiedades y la destilación de alcohol, así como a la indiferencia de los magnates locales que permitieron que ocurriera esta explotación. En respuesta a estos problemas, Derzhavin propuso una serie de reformas para restringir sustancialmente las libertades de los magnates, abolir el Qahal judío, poner fin a la autonomía de la comunidad judía rusa y reasentar a los judíos rusos en colonias a lo largo del Mar Negro. «La Opinión» se convirtió en una fuente influyente de información durante el reinado temprano de  Alejandro I, quien finalmente implementó varias de las reformas sugeridas por Derzhavin en el «Estatuto sobre la Organización de los Judíos de 1804».
Aleksandr Solzhenitsyn en su libro «Doscientos años juntos: historia de los judíos en Rusia», cuestionó la acusación de antisemitismo tomada de la Enciclopedia Judía respondiendo:

Por todas sus observaciones en White Russia, y por su conclusión, y por todo lo que escribió en el Memorándum, y especialmente por todas estas líneas, y probablemente también porque "elogiaba la aguda visión de los grandes monarcas rusos... que prohibían la inmigración y viajes de estos hábiles ladrones a su reino", se habla de Derzhavin como "un enemigo fanático de los judíos", un gran antisemita. Se le acusa, aunque injustamente, como hemos visto, de "imputar la embriaguez y la pobreza del campesino ruso blanco exclusivamente a los judíos", y sus "medidas positivas" se caracterizaron como dadas sin pruebas, para servir a su ambición personal. Pero que de ninguna manera tenía prejuicios contra los judíos.

A diferencia de otros poetas clásicos, Derzhavin se complacía en detalles cuidadosamente elegidos, como el color del papel pintado de su dormitorio.
Creía que el francés era una lengua de armonía, mientras que consideraba que el ruso era una lengua de conflicto. Aunque era partidario de la aliteración armoniosa, a veces utilizaba deliberadamente efectos de cacofonía.

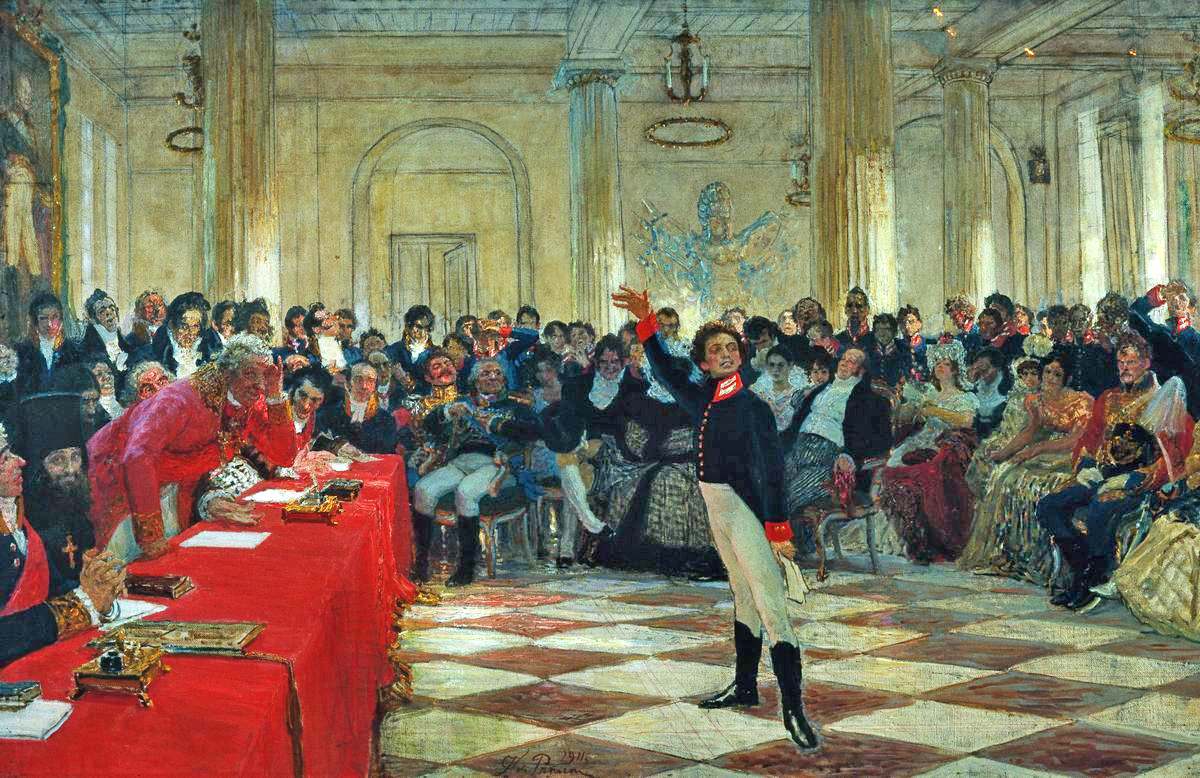
Ilya Repin representa el encuentro entre Derzhavin y Pushkin en un cuadro creado en 1911.

En su vejez, Derzhavin conoció al joven Pushkin. Éste le regaló en 1815 su poema Recuerdos de Tsárskoye Selo como alumno del Liceo de Tsárskoye Selo y fue homenajeado por el príncipe poeta. Pushkin utilizó esta experiencia en el último verso de Eugene Onegin:
Los aplausos me llegaron alegres

Me elevó el premio ganado joven

Derzhavin me dio su bendición

El viejo poeta cansado de la tumba.

## Actitud hacia las artes
La pictorialidad es una de las principales características de la poesía de Derzhavin, que se denominaba "pintura parlante". Como escribió E. Y. Danko, "Derzhavin tenía un don extraordinario para penetrar en la idea del pintor y en función de esta idea crear sus imágenes poéticas, más perfectas que sus fuentes originales". En 1788 Derzhavin poseía en Tambov una colección de 40 grabados, entre los cuales 13 láminas fueron ejecutadas sobre los originales de Angelika Kaufman y 11 láminas sobre los originales de Benjamin West. Derzhavin cayó bajo el hechizo del neoclasicismo grácil y a menudo sentimental de Kaufmann, expresando su actitud hacia la artista en el poema "A Angelika Kaufmann" (1795):
El pintor es glorioso,

¡Kaufman! ¡Amigo de las Musas!

Si tu pincel es influenciado

De lo alto, viveza, sentimiento, gusto

## Principales odas
- Sobre la muerte del príncipe Mestscherski (1779)
- La Oda a Felitsa" (1784)
- Dios (1785, traducido a varias lenguas europeas, incluso el emperador de China la hizo traducir)
- Cascada (1794, inspirada en la muerte del príncipe Grigori Potemkin)
- Bullfinch (1800, elegía por la muerte de su amigo Alexander Suvorov).
- Oda a la expulsión de los franceses (1813);

## Influencia
Según DS Mirsky, la poesía de Derzhavin es un universo de una riqueza asombrosa; su único inconveniente era que el gran poeta no servía ni como maestro ni como ejemplo. No hizo nada para elevar el nivel del gusto literario o para mejorar el lenguaje literario, y en cuanto a sus vuelos poéticos, era obviamente imposible seguirlo en esas esferas vertiginosas. Sin embargo, Nikolai Nekrasov profesó seguir a Derzhavin en lugar de a Pushkin, y Marina Tsvetaeva continuó la línea de ritmos rotos de Derzhavin en el siglo XX. El nombre de Gavrila Derzhavin fue asignado a la Universidad Estatal de Tambov .

## Líneas memorables
- Gde stol byl yastv, tam grob stoit (Donde la mesa era comida, hay un ataúd. Inglés: donde solía haber una mesa llena de viandas, ahora hay un ataúd )
- Soy un zar - soy un esclavo - Soy un gusano - soy un dios
- ...¡Corazón de león, alas de águila ya no están con nosotros! ¿Cómo podemos luchar? (Corazón de león , las alas de águila ya no están con nosotros. ¿Por qué luchar? )